# Brompton (Sherbrooke)
Pour les articles homonymes, voir Brompton (homonymie).
Brompton était l'un des six arrondissements qui constituent la ville de Sherbrooke entre 2002 et 2017. Son territoire est fusionné à celui de l'arrondissement de Rock Forest–Saint-Élie–Deauville pour former l'arrondissement de Brompton–Rock Forest–Saint-Élie–Deauville.
Cet arrondissement est créé à partir du territoire de l'ancienne ville de Bromptonville lors des fusions municipales de 2002. Son territoire couvre principalement le territoire de l'ancienne municipalité de Bromptonville et celui du secteur de Beauvoir.

## Politique et administration
L'arrondissement était divisé en deux districts jusqu'en novembre 2017. Les conseillers d'arrondissement de ces deux districts ne peuvent siéger qu'au conseil d'arrondissement. Seul le président siège au conseil municipal de la ville de Sherbrooke. 
Aux élections municipales du 5 novembre 2017, l'arrondissement est devenu un district de l'arrondissement Brompton-Rock Forest-Saint-Élie-Deauville. Le maire Benard Sévigny avait en effet, fait la promesse électorale de réduire le nombre d'élus de la Ville de Sherbrooke. Il l'a fait en abolissant l'arrondissement de Brompton, supprimant ainsi les deux élus des discticts de Beauvoir et des Moulins entre autres. 
La population de Brompton, appuyée par de nombreux citoyens du reste de Sherbrooke, s'est battue jusqu'en commission parlementaire en juin 2015. Les citoyens n'ont jamais compris pourquoi il était important de réduire le nombre d'élus d'une municipalité.  Les économies récurrentes promises ont vite disparu dans les dépenses nécessaires pour remplacer les élus par des fonctionnaires. 

## Éducation
L'arrondissement de Brompton possède une école secondaire (École secondaire de Bromptonville).

### Président(e) d'arrondissement
- Clément Nault (2001-2005)
- Nicole Bergeron (2005-2017)

### District de Beauvoir (1.1)
Au fil de l'existence du district, les conseillers qui le représentent sont : 
- Michel Lamontagne (2001-2005)
- Benoît Dionne (2005-2017)

### District des Moulins (1.2)
Au fil de l'existence du district, les conseillers qui le représentent sont : 
- Nicole Bergeron (2001-2005)
- Michel Lamontagne (2005-2013)
- Kathleen Gélinas (2013-2017)